# Vila de Prado
Vila de Prado é uma vila portuguesa, sede da Freguesia de Vila de Prado do Município de Vila Verde, freguesia com 5,60 km² de área e 4482 habitantes (censo de 2021), tendo por isso uma densidade populacional de 800,4 hab./km².
A povoação designava-se anteriormente Prado (Santa Maria), adoptando a designação atual aquando da sua elevação ao estatuto de vila, em 1991.

## Demografia
A população registada nos censos foi:
| Distribuição da População por Grupos Etários | Distribuição da População por Grupos Etários | Distribuição da População por Grupos Etários | Distribuição da População por Grupos Etários | Distribuição da População por Grupos Etários |
| -------------------------------------------- | -------------------------------------------- | -------------------------------------------- | -------------------------------------------- | -------------------------------------------- |
| Ano                                          | 0-14 Anos                                    | 15-24 Anos                                   | 25-64 Anos                                   | > 65 Anos                                    |
| 2001                                         | 841                                          | 739                                          | 2320                                         | 481                                          |
| 2011                                         | 719                                          | 600                                          | 2506                                         | 647                                          |
| 2021                                         | 602                                          | 504                                          | 2439                                         | 937                                          |

## História
As origens desta vila remonta ao período medieval quando um pequeno povoado começa a se constituir na margem Norte do rio Cávado junto as imediações da Ponte do Prado, elo de ligação entre a cidade de Braga e as restantes localidades da região Norte de Portugal, entre elas Ponte de Lima.
Tendo sido a sede do antigo concelho do Prado, sua importância regional torna-se reconhecida quando em 1260 recebe foral de Afonso III, que buscava reorganizar o país após o fim da guerra civil que o colocou face à face contra seu irmão e quarto rei da primeira dinastia portuguesa, Sancho II. Em 1510, o nome da Vila do Prado volta a surgir na documentação régia, desta vez sendo referido no foral manuelino dirigido ao município vizinho de Pico de Regalados que abrangeu o Prado, sendo o Pelourinho desta então construido.
No início do século XVIII, o Prado tinha 100 vizinhos, pertencendo ao Conde do Prado, António Luís de Sousa, que nomeava dois juízes ordinários, três vereadores, um procurador, meirinho, escrivão da câmara e da almotaçaria, quatro tabeliães, meirinho do Ouvidor, Juíz dos órfãos e respectivo escrivão.
Em 1846, o povo de Prado participou de maneira muita ativa na revolução da Maria da Fonte ao ponto de atacar um quartel em Braga, depois de queimar os arquivos do Paço do concelho de Prado. 
| “ | No mesma dia (15 de abril) os povos de Prado, depois de queimarem o arquivo da administração do seu concelho, capitaneados por outro padre, avançaram a Braga e atacaram de surpresa os quartéis do regimento 8... Foram, porém, repelidos e perseguidas até ao rio Cávado, deixando bastantes mortos e feridas... | ” |
|   | — Maria da Fonte de Camilo Castelo Branco. |   |

Por outra fonte sabemos que os mortos não faziam parte dos revoltosos, no seio deles só houve um rapaz ferido.
Em 1855, o concelho de Prado deixa de existir para integrar o novo concelho de Vila Verde.

## Antigo senhorio e couto do Prado
Nos séculos XV-XVIII a vila era senhorio dos senhores, depois Condes do Prado (1525) e ainda Marqueses das Minas (1670), cujas armas podem ser vistas por exemplo numa pedra armilar na Ponte de Prado. Até ao início do século XIX Vila de Prado era ainda cabeça do couto de Prado. Era constituído pelas seguintes freguesias:
- Alheira
- Atiães
- Cabanelas
- Igreja Nova
- Macarome
- Oleiros
- Oliveira
- Parada de Gatim
- Prado (Santa Maria) — a atual Vila de Prado
- Roriz
- Santa Maria de Galegos
- São Martinho de Galegos
- Ucha

Em 1801 este couto tinha 5989 habitantes.

## Antigo concelho de Prado

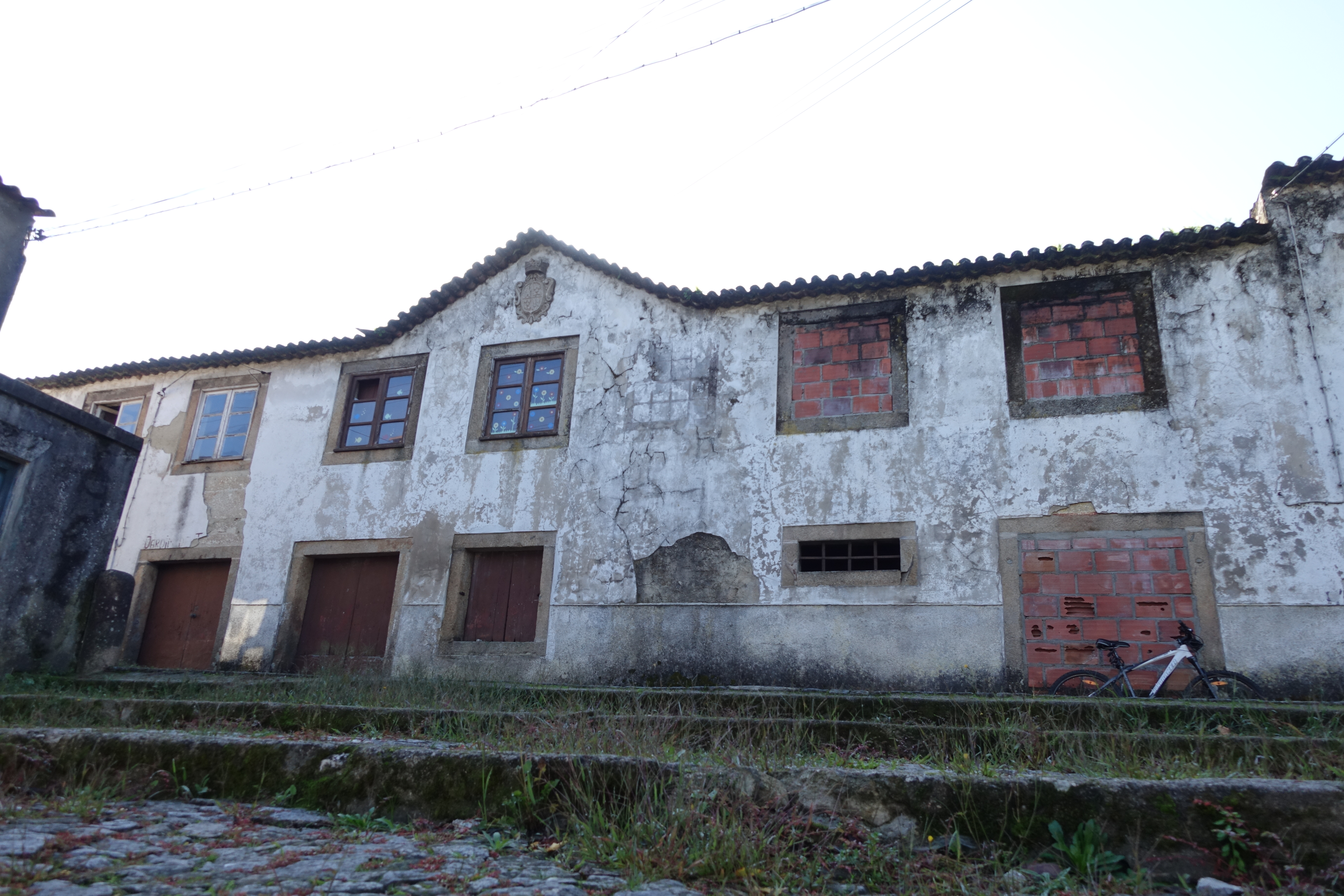
Casa dos Vasconcelos, e antigo paço do concelho de Prado

Com a extinção dos coutos passou a concelho, extinto em 1855. Era este constituído pelas freguesias de:
- Areias
- Atiães
- Cabanelas (Vila Verde)
- Cervães (uma parte)
- Freiriz
- Igreja Nova (Barcelos)
- Lage
- Lama
- Oleiros (Vila Verde)
- Oliveira (Barcelos)
- Panóias
- Parada de Gatim
- Prado (Santa Maria) — a atual Vila de Prado
- São Mamede de Escariz
- São Paio de Merelim
- Galegos Santa Maria
- Galegos São Martinho
- Ucha

Em 1849 este concelho tinha 12.147 habitantes. Aquando da sua extinção, as suas freguesias foram anexadas aos municípios de Vila Verde, Barcelos e Braga.

## Património

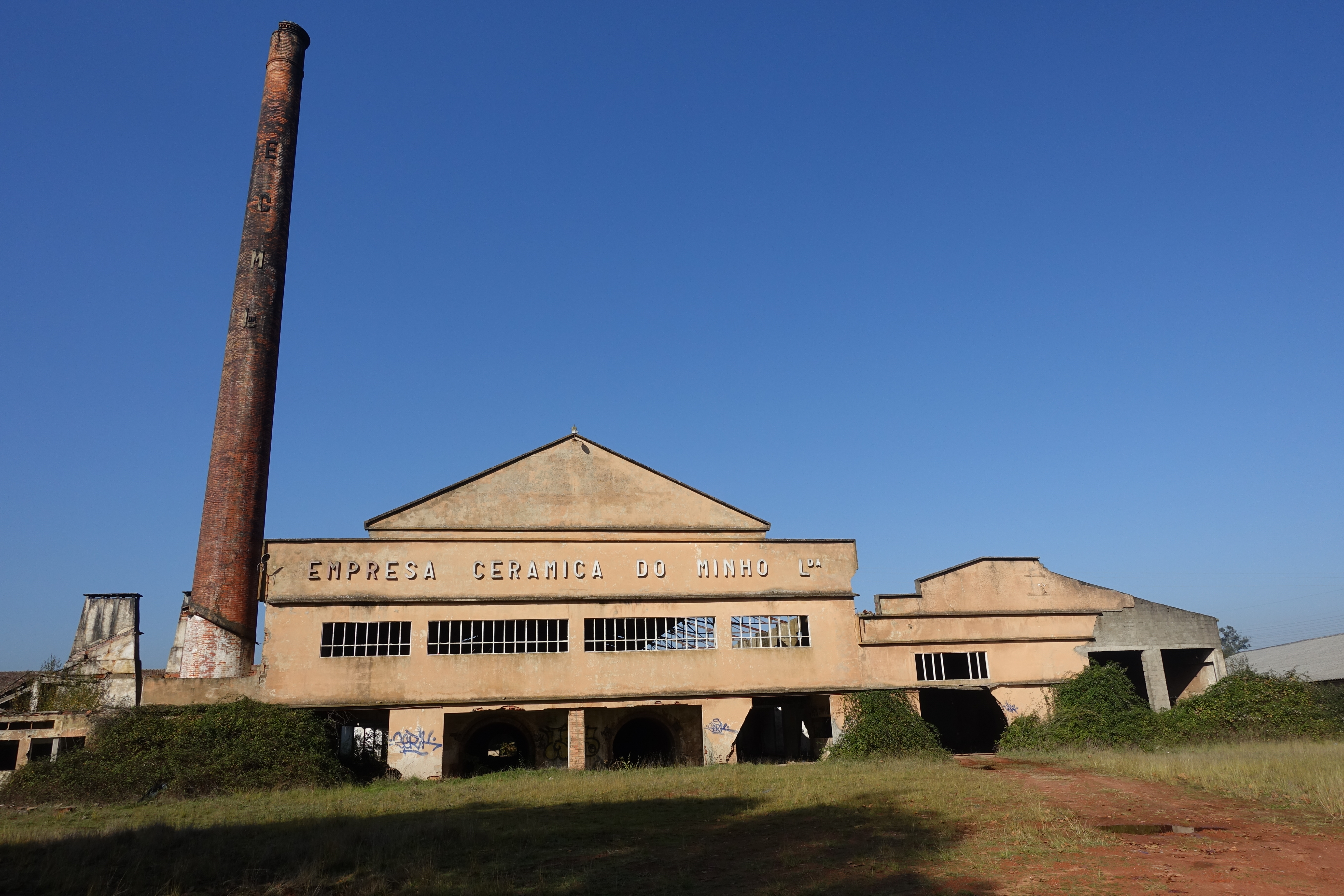
Patrimóno industrial com as antigas instalações da Empresa Cerâmica do Minho

- Casa da Botica (lugar de São Sebastião)
- Ponte de Prado (sobre o rio Cávado)
- Antigos Paços do Concelho de Prado ou Casa dos Vasconcelos
- Capela de Nossa Senhora do Bom Sucesso
- Capela de São Tiago de Francelos
- Casa das Fontainhas
- Fonte de Santo António (Prado)
- Igreja Paroquial de Vila de Prado ou Igreja de Nossa Senhora das Candeias (Prado)
- Pelourinho do Prado

## Lugares
Na Freguesia de Vila de Prado existem as seguintes povoações:
- Barreiro, Barreiras, Bom Sucesso, Bouça, Calçada, Caldas, Campo, Carvalhal, Carvalhinhos, Corga, Correcas, Carregainho, Carregosa, Eidos, Estrada, Faial, Feira, Fonte, Fontinha, Forca, Francelos, Fuselha, Igreja, Loureiro, Lousa, Murta, Negreiro, Outeiro, Pentieiros, Poço, Ponte, Pontido, Portelo, Rainho, Ramalha, Ribeira, Rua Direita, Santo António, São Bento, São Gonçalo, Santiago, São Sebastião, Souto, Vila de Prado e Vilar.